# خوانا لا بلترانيخا
خوانا لا بلترانيخا أو جوانا لا بلترانيجا (21 مارس 1462-12 أبريل 1530) كانت مطالبة بالعرش قشتالة وأيضا كانت ملكة البرتغال بزواجها من خالها الملك أفونسو الخامس.

## الولادة
إنريكي الرابع ملك قشتالة تزوج خوانا البرتغالية الشقيقة الصغرى لملك أفونسو الخامس من البرتغال في 21 مايو 1455 ، وبعد سبع سنوات ولدت ابنتهما خوانا.
كان والدها إنريكي قد تزوج سابقاً من انفانتا بلانكا وبعد ثلاثة عشر عاماً من الزواج أُبطل الزواج على أساس أنه لم يسبق له أن دخل عليها ، وأيضا شهد إنريكي مع عدد من العاهرات في سيغوفيا، لم يكون لملك منها الأطفال، وكان يشاع أنه يكون عاجزاً جنسياً، سواء كانت صحيحة أم لا.
عموماً ادعوا على نطاق واسع من قبل المتمردين على أن طفلته الصغيرة خوانا ليس ابنته بل هي ابنة بلتران دي لا كويفا واحد من المقربين لملك في البلاط  ودعوا لقب لا بلترانيخا (في إشارة ساخرة إلى عدم شرعيته المفترضة).
نفي الملك لاحقاً بعد ضغوطات من قبل المتمردين هي ووالدتها من القصر الملكي في سيغوفيا والدتها نفيت عند قلعة المطران فونسيكا حيث وقعت في الحب مع ابن شقيقه وحملت منه، إنريكي لاحقا عرف الأمر وطلقها عام 1468.

## ولية العهد
في 9 مايو 1462، تم الإعلان رسمياً خوانا وريثة للعرش قشتالة، وأصبحت أميرة أستورياس وتم مبايعتها من قبل نبلاء قشتالة.
كثير من النبلاء في وقت لاحق رفضوا بالاعتراف بـ خوانا وأصروا على عمها ألفونسو وريثاً له  مما أدى إلى اندلع نزاع مسلح في 1464 اضطر إنريكي إلى نبذ ابنته خوانا والاعتراف بـ ألفونسو وريث له كـ أمير أستورياس (هو اللقب يحمله الولي العهد)، إنريكي وافق على حل وسط على أن ألفونسو سيتزوج في يوم من الأيام من ابنته خوانا ولضمان أن كلاهما العرش، ولكن إنفانتي ألفونسو توفي في 1468، وبعد فترة قصيرة ورثت شقيقته الكبرى ادعاءاته التي هي عمتها إنفانتا إيزابيلا ووضعت لها شروط لكي تحمل اللقب أميرة أستورياس من قبل إنريكي بحيث كان عليها الزواج من أي الرجل يختاره الملك، ولكن مع ذلك نقضت المعاهدة واعتبرت خوانا وريثة.
بقيت خوانا رهينة عند عائلة مندوزا بين عامي 1465-1470، وخوان باتشيكو 1470-1475، وفي 26 أكتوبر 1470 تزوجت من قبل وكيل من دوق غويين وأعلنت رسمياَ مرة أخرى وريثة الشرعية للعرش، توفي العريس المتحمل في 1472، ومع ذلك كانت هناك العديد من المفاوضات لزواجها ومن شخص يدافع عن خلافته في العرش، بعد الترتيبات غير المستقرة التي شملت الأمراء الفرنسيين والبرغونية، وعدت خوانا لزواج من خالها أفونسو الخامس ملك البرتغال الذي أقسم للدفاع عنها وعن حقها في تاج قشتالة.
عندما مات إنريكي في 1474 اعترفت بها كملكة من قبل بعض الفصائل النبيلة، وفي حين اعترفوا آخرون بـ عمتها كملكة إيزابيلا الأولى من قشتالة، حيث شرعت أربعة سنوات اللاحقة لـ حرب الخلافة القشتالية.
بالإضافة إلى ملك البرتغال، أيدت خوانا من قبل بعض الأسر النبيلة البرتغالية التي استقرت في قشتالة بعد 1396، من رئيس أساقفة توليدو (ألفونسو دي كاريو أكونيا)؛ وماركيز بليانة (دييغو لوبيز باتشيكو)، وأسرة إستونيغا وأيضا ماركيز قادس (رودريغو بونكو دي ليون) الذي كان له علاقات الأسرية مع عائلة باتشيكو؛ وفارس كالاترافا (رودريغو تليث خيرون) ومن ناحية أخرى أيدت إيزابيلا من قبل وريث أمير أراغون فرناندو (الذي تزوجته منذ عام 1469) فضلاً عن الكثير من طبقة النبلاء ورجال الدين القشتالية: منهم عائلة مندوزا القوية، والأسرة مانريكي دي لارا ودوق شذونة (إنريكي بيريث دي غوزمان) وأيضا بلتران دي لا كويفا فارس سانتياغو وفارس كالاترافا.

## المطالب بالعرش
في 10 مايو 1475 غزا أفونسو الخامس قشتالة وتزوج من خوانا في بالنثيا، أرسلت خوانا رسائلها إلى المدن التي أوضحت إرادة والدها التي أراد لها أن تحكم، وجدوا عدداً أقل من مؤيديها مما كان متوقعاً، وفرناندو الأراغوني زوج إيزابيلا تقدم بالجيش ضد الجيش أفونسو وخوانا.
التقى الجيشان في تورو (1 مارس 1476) وخاضت معركة غير حاسم  الأمير جواو البرتغالي أصبح سيد أرض المعركة، بعد نجحه على الجناح الأيمن على القشتاليين، ومع ذلك تلقى والده أفونسو الخامس الهزيمة في الجناحين اليسار والوسط من قبل الجيش فرناندو وأصبحوا فارين من أرض المعركة، وبذلك أصبحت هيبة خوانا وأفونسو منحلة.
بعد ذلك حاول أفونسو الخامس ولكن دون جدوى التحالف مع لويس الحادي عشر من فرنسا، وفي 1478 ألغي الزواج بين خوانا وأفونسو من قبل البابا سيكستوس الرابع، وقد أجبرت على التخلي عن ألقابها كـ إنفانتا قشتالة وملكة قشتالة وكذلك ملكة البرتغال القرينة.

## الحياة في وقت لاحق
في 1479 ملك البرتغال وقع معاهدة مع الملوك الكاثوليك أعطي لـ خوانا الاختيار على الزواج من ابن إيزابيلا خوان عندما يصبح راشداً، أو الاختيار الدخول إلى الدير، دخلت خوانا دير سانتا كلارا في كويمبرا، إيزابيلا قامت بحفلة أشاد بـ قرارها، وكانت على وشك أن تسجن في الدير، ولكن سمح لها في نهاية المطاف الإقامة في قلعة ساو خورخي في لشبونة، في 1482 اقترح لها الزواج من فرانسيس الأول ملك نافارا ابن شقيقة لويس الحادي عشر من فرنسا بعد تحذير الفرنسي على قشتالة الذين هدد روسيون، ولكنه توفي بعد ذلك بقليل، ومع وفاة إيزابيلا في 1504 وادعى فرناندو أنه تقدم لخطبتها للحفاظ على العرش ضد صهره ولكنها رفضت.
وقعت جوانا رسائلها بـ«لا رينا» بمعنى «الملكة»، حتى يوم وفاتها، توفيت في لشبونة، وبعد وفاة عمتها إيزابيلا الأولى تم تمرير العرش إلى ابنة عمتها «خوانا» التي أصبحت بالفعل ملكة قشتالة.

## وصلات خارجية

### المقالات
- PALENZUELA,Vicente Ángel Alvarez - La guerra civil castellana y el enfrentamiento con Portugal (1475-1479), Universidad de Alicante, Biblioteca Virtual Miguel de Cervantes, 2006.

### الكتب
- BURY, John B.- The Cambridge Medieval History, Volume 8, Macmillan, 1959.
- GONZÁLEZ, Juan B.- "aunque%20de%20resultado%20incierto"&f=false España Estratégica, guerra y diplomacia en la história de España, Sílex ediciones, Madrid, 2007. ISBN 978-84-7737-183-0